# Веверстедт, Анна Катарина
Анна Катарина Веверстедт (швед. Anna Catharina Wefverstedt; 11 ноября 1704, Утё — 11 августа 1753, Стокгольм) — шведская переводчица.

## Биография
Анна Катарина Веверстедт родилась 11 ноября 1704 года на острове Утё. В семье было пятеро детей, она была младшей. Мать Катарины происходила из благородного рода, отец был из крестьян. Всю жизнь проработав в карьерах, он в конце концов стал управляющим, а к 1723 году владел всем островом.
Трое братьев Анны Катарины получили образование в Уппсальском университете. Что касается её самой, то она, скорее всего, училась дома, как и большинство девочек из состоятельных семей того времени, изучая в числе прочего иностранные языки. В 1732 году она вышла замуж за историка Андерса Антона фон Стьернмана. Около двух лет спустя у них родилась единственная дочь Андриетта Катарина, которая впоследствии вышла замуж за епископа Лундского диоцеза Улофа Сельсиуса-младшего. Семья жила в Стокгольме, где Андерс получил место архивиста (впоследствии он стал главой Национального архива Швеции). Там Анна Катарина и умерла в 1753 году.
Анна Катарина Веверстедт занималась переводами, но неизвестно, в каком объёме. Сохранился лишь один текст, подписанный её именем, — Anna Cath. v. Stiernman — и опубликованный на следующий год после её смерти. Он представляет собой перевод пьес «Gileads salfwa emot dödsens sår» и «Menniskians Dag och Natt, Lif och Död» датского автора Микаэля Сёренсена Лея. Публикация сопровождалась двумя стихотворениями, посвящёнными памяти Анны Катарины: одно было написано её мужем, другое — Хенриком Андерсом Лёвеншёльдом. Позднее Андерс Антон фон Стьернман посвятил памяти жены эссе «Anmärkningar om några lärda och namnkunniga svenska fruentimmer», в котором превозносил её знание языков, мудрость и эрудицию.